# Grécia nos Jogos Paralímpicos de Verão de 1980
Grécia participou dos Jogos Paralímpicos de Verão de 1980, que foram realizados na cidade de Arnhem, nos Países Baixos (Holanda), entre os dias 21 e 30 de junho de 1980.
George Mouzakis obteve a medalha de bronze na prova masculina dos 60 metros do atletismo, na categoria B1.